# Napalm, essence solidifiée à l'aide de palmitate de sodium

Napalm, essence solidifiée à l'aide de palmitate de sodium (ou Napalm) est une pièce de théâtre en 33 tableaux écrite en 1967 par André Benedetto, et publié en 1968 aux éditions Pierre Jean Oswald . Elle est considérée, avec V comme Vietnam d'Armand Gatti, comme une des pièces majeures sur la guerre du Viêt Nam écrite en France pendant le conflit.